# Johann Heinrich Senzel
Johann Heinrich Senzel (* 26. Oktober 1845 in Bieber (Main-Kinzig-Kreis); † 17. Juni 1925 ebenda) war ein deutscher Kommunalpolitiker und Abgeordneter des Provinziallandtages der preußischen Provinz Hessen-Nassau. 

## Leben
Johann Heinrich Senzel war der Sohn des Kirchenbaumeisters Heinrich Senzel und dessen Ehefrau Magdalena Weigand. Nach seiner Schulausbildung betrieb er in seinem Heimatort eine Landwirtschaft und war in der Kommunalpolitik engagiert. Von 1903 bis 1916 war er Bürgermeister in Bieber. Aus gesundheitlichen Gründen legte er sein Amt vorzeitig nieder. Senzel war Schöffe bei der Strafkammer Hanau und Mitglied des Kreistages in Gelnhausen.
Von 1911 bis 1919 war er Mitglied des Kurhessischen Kommunallandtages des Regierungsbezirks Kassel, aus dessen Mitte er ein Mandat für den Provinziallandtag der Provinz Hessen-Nassau erhielt. Er war in verschiedenen Ausschüssen tätig.